# Rendufinho
Rendufinho ist eine Gemeinde im Norden Portugals.
Rendufinho gehört zum Kreis Póvoa de Lanhoso im Distrikt Braga, besitzt eine Fläche von 8,4 km² und hat 650 Einwohner (Stand 19. April 2021).